# 兆禧 (選區)
兆禧（英語：Siu Hei，代號L16）是香港屯門區議會下轄的選區，1994年設立，2023年取消，末任區議員為香港民主民生協進會成員甄紹南。

## 範圍
選區位於屯門西南部，包括兆禧苑、邁亞美海灣以及慧豐園，當中邁亞美海灣與慧豐園更可遠眺大嶼山以及赤鱲角香港國際機場。選區設立時以兆禧苑人口較多，因而得名，與其相連的選區有悅湖、樂翠以及湖景，投票站設於世界龍岡學校劉德容紀念小學。

## 沿革
1982年區議會選舉至1991年區議會選舉，本區被劃入屯門西南選區。1982年位於屯門西南蝴蝶灣一帶的湖景邨入伙，連同位於屯門市中心的友愛邨劃為雙議席屯門西南選區。1982年區議會選舉由曹紹偉及劉南安分別以1,189票及1,161票多於麥秉漢的793票和潘展鴻585票當選。因應區內美樂花園、兆山苑、蝴蝶邨及山景邨1983年之後陸續入伙並使人口大量增加，屯門西南重組多個選區，在劃走屯門市中心部分後，現有屯門碼頭一帶劃為青山雙議席選區及新的屯門西南雙議席選區，當中湖景邨至山景邨一帶保留在屯門西南雙議席選區內。1985年區議會選舉由嚴天生及吳惠祖，分別以4,167票及3,684票多於另外四個候選人而當選。
因應區內人口持續增加，山景邨一帶劃入新設立的山景雙議席選區，屯門西南雙議席選區只保留湖景邨及兆禧苑一帶。1988年區議會選舉，嚴天生參選山景選區，而屯門西南則由匯點吳惠祖與黨友馮宗基及時為無黨派人士的梁健文競選，結果由吳惠祖和梁健文當選。
屯門西南雙議席選區在1991年區議會選舉以湖景邨一帶分拆為湖景單議席選區，屯門西南則保留兆禧苑至天后路一帶，並改為單議席選區。梁健文改往湖景選區參選，代表港同盟的吳惠祖則以1,515票勝過自民聯李慨俠的892票於屯門西南連任。
1993年時任港督彭定康推行改革區議會，取消區議會委任議席及雙議席選區，全面實行單議席單票制，並改由選區分界及選舉事務委員會制定，區議會選區數目隨人口變動而大幅增加，原有的屯門西南選區分拆出以兆山苑、新屯門中心為主的兆山選區後，改組成兆禧選區，當時兆禧選區更包括悅湖山莊。
1994年區議會選舉，議席由一二三民主聯盟提名的時任屯門西南區議員吳惠祖和自由黨的譚志堅爭奪，結果吳惠祖以超過四分三的選票當選，其後吳惠祖因當選中華民國僑選立法委員而請辭，觸發1996年3月補選，是次補選由民協嚴天生以接近九成得票當選填補其空缺議席。
1999年區議會選舉，因應邁亞美海灣及慧豐園入伙，劃出悅湖山莊一帶為悅湖選區，而民協嚴天生以1,518票多於434票的陳少英而連任。
2003年區議會選舉，泛民主派嚴天生爭取連任，同時亦有獨立候選人孟慶芝及鍾國基參選，結果民協嚴天生以2,014票擊敗只得幾百票的另外兩名候選人。2007年區議會選舉嚴天生尋求連任，對上民建聯提名的蔡學富，嚴以1,558票再次當選，蔡得660票。
2011年區議會選舉，民建聯改派侯國東參選，期望以年青人身份針對從政多年的嚴天生，最終嚴天生以1,608票擊敗取得1,174票的侯國東勝出。
2015年區議會選舉嚴天生宣佈退休，民協改派甄紹南參選，而侯國東繼續代表民建聯參選，結果二人得票增加下，民建聯侯國東以五百多票差距敗於民協的甄紹南。
2019年區議會選舉，甄紹南取得接近七成的選票擊敗民建聯候選人蔡承憲得以成功連任。

## 軼聞
此選區由1985年開始至今一直都是由泛民主派人士奪得議席，因此本區具有象徵意義。
與此同時，早年在本區長期連任的吳惠祖，因其背景擁有中國國民黨黨籍，在港同盟與匯點合併為民主黨並要求黨員不能雙重黨籍時，毅然與港同盟其他具親台背景成員，另起爐灶成立定位為國民黨衛星政團一二三民主聯盟，而受時任中國國民黨主席、中華民國總統李登輝先生青睞，親自選定為第三屆立法委員，使吳氏成為中國憲政史上唯一先後成為香港（英治時代）民選議員及中華民國國會議員的政治人物。
而因吳氏需赴台北執行立委職務呈辭議席，由過去勢力範圍在山景邨一帶的，曾組建屯門展望社及荃蕙書社的民協區域市政局議員嚴天生經補選遞補，也因為嚴氏在地區穩健經營，使本區所在的蝴蝶灣填海區一帶社區，成為被戲稱為「深水埗黨」的民協，在深水埗區以外難得的橋頭堡。

## 歷屆議員
| 選區名稱 | 屆別                  | 議員   | 政治聯繫                          | 政治聯繫                          | 議員                              | 政治聯繫                          | 政治聯繫      |      |
| -------- | --------------------- | ------ | --------------------------------- | --------------------------------- | --------------------------------- | --------------------------------- | ------------- | ---- |
| 屯門西南 | 1982年－1985年        | 曹紹偉 |                                   | 鄉事派                            | 劉南安                            |                                   | 無黨籍        |      |
| 屯門西南 | 1985年－1988年        | 吳惠祖 |                                   | 國民黨                            | 嚴天生                            |                                   | 無黨籍 → 民協 |      |
| 屯門西南 | 1988年－1991年        | 吳惠祖 | 梁健文                            | 國民黨                            |                                   | 新 新社聯                         |               |      |
| 屯門西南 | 1991年－1994年        | 吳惠祖 | 分拆出湖景選區後， 定為單議席選區 | 分拆出湖景選區後， 定為單議席選區 | 分拆出湖景選區後， 定為單議席選區 | 分拆出湖景選區後， 定為單議席選區 |               |      |
| 兆禧     | 1994年－1996年2月1日  | 吳惠祖 | 分拆出湖景選區後， 定為單議席選區 | 分拆出湖景選區後， 定為單議席選區 | 分拆出湖景選區後， 定為單議席選區 | 分拆出湖景選區後， 定為單議席選區 |               |      |
| 兆禧     | 1996年3月25日－1999年 | 嚴天生 | 分拆出湖景選區後， 定為單議席選區 | 分拆出湖景選區後， 定為單議席選區 | 分拆出湖景選區後， 定為單議席選區 | 分拆出湖景選區後， 定為單議席選區 |               | 民協 |
| 兆禧     | 2000年－2003年        | 嚴天生 | 分拆出湖景選區後， 定為單議席選區 | 分拆出湖景選區後， 定為單議席選區 | 分拆出湖景選區後， 定為單議席選區 | 分拆出湖景選區後， 定為單議席選區 |               | 民協 |
| 兆禧     | 2004年－2007年        | 嚴天生 | 分拆出湖景選區後， 定為單議席選區 | 分拆出湖景選區後， 定為單議席選區 | 分拆出湖景選區後， 定為單議席選區 | 分拆出湖景選區後， 定為單議席選區 |               | 民協 |
| 兆禧     | 2008年－2011年        | 嚴天生 | 分拆出湖景選區後， 定為單議席選區 | 分拆出湖景選區後， 定為單議席選區 | 分拆出湖景選區後， 定為單議席選區 | 分拆出湖景選區後， 定為單議席選區 |               | 民協 |
| 兆禧     | 2012年－2015年        | 嚴天生 | 分拆出湖景選區後， 定為單議席選區 | 分拆出湖景選區後， 定為單議席選區 | 分拆出湖景選區後， 定為單議席選區 | 分拆出湖景選區後， 定為單議席選區 |               | 民協 |
| 兆禧     | 2016年－2019年        | 甄紹南 | 分拆出湖景選區後， 定為單議席選區 | 分拆出湖景選區後， 定為單議席選區 | 分拆出湖景選區後， 定為單議席選區 | 分拆出湖景選區後， 定為單議席選區 |               | 民協 |
| 兆禧     | 2020年－2023年        | 甄紹南 | 分拆出湖景選區後， 定為單議席選區 | 分拆出湖景選區後， 定為單議席選區 | 分拆出湖景選區後， 定為單議席選區 | 分拆出湖景選區後， 定為單議席選區 |               | 民協 |

## 歷屆選舉結果
| 政党   | 政党   | 候选人    | 票数  | %     | ±      |
| ------ | ------ | --------- | ----- | ----- | ------ |
|        | 民協   | ①. 甄紹南 | 3,934 | 68.51 | ▲10.92 |
|        | 民建聯 | ②. 蔡承憲 | 1,808 | 31.49 | ▼10.92 |
| 多数票 | 多数票 | 多数票    | 2,126 | 37.03 | ▲21.84 |

| 政党   | 政党   | 候选人    | 票数  | %     | ±     |
| ------ | ------ | --------- | ----- | ----- | ----- |
|        | 民建聯 | ①. 侯國東 | 1,488 | 42.41 | ▲0.21 |
|        | 民協   | ②. 甄紹南 | 2,021 | 57.59 | ▼0.21 |
| 多数票 | 多数票 | 多数票    | 533   | 15.19 | ▼0.41 |

| 政党   | 政党   | 候选人    | 票数  | %     | ±      |
| ------ | ------ | --------- | ----- | ----- | ------ |
|        | 民協   | ①. 嚴天生 | 1,608 | 57.80 | ▼12.44 |
|        | 民建聯 | ②. 侯國東 | 1,174 | 42.20 | ▲12.44 |
| 多数票 | 多数票 | 多数票    | 434   | 15.60 | 不適用 |

| 政党   | 政党   | 候选人    | 票数  | %     | ±      |
| ------ | ------ | --------- | ----- | ----- | ------ |
|        | 民建聯 | ①. 蔡學富 | 660   | 29.76 | ▲10.92 |
|        | 民協   | ②. 嚴天生 | 1,558 | 70.24 | ▼10.26‬ |
| 多数票 | 多数票 | 多数票    | 898   | 40.49 | ▼26.66 |

| 政党   | 政党   | 候选人    | 票数  | %     | ±      |
| ------ | ------ | --------- | ----- | ----- | ------ |
|        | 民協   | ①. 嚴天生 | 2,014 | 80.50 | ▲2.73  |
|        | 無黨派 | ②. 孟慶芝 | 334   | 13.35 | 不適用 |
|        | 無黨派 | ③. 鍾國基 | 154   | 6.16  | 不適用 |
| 多数票 | 多数票 | 多数票    | 1,680‬ | 67.15 | ▲11.62 |

| 政党   | 政党   | 候选人    | 票数  | %     | ±      |
| ------ | ------ | --------- | ----- | ----- | ------ |
|        | 無黨派 | ①. 陳少英 | 434   | 22.23 | 不適用 |
|        | 民協   | ②. 嚴天生 | 1,518 | 77.77 | 不適用 |
| 多数票 | 多数票 | 多数票    | 1,084 | 55.53 | ▼22.56 |

| 政党   | 政党   | 候选人 | 票数  | %     | ±      |
| ------ | ------ | ------ | ----- | ----- | ------ |
|        | 民協   | 嚴天生 | 1,504 | 89.05 | 不適用 |
|        | 無黨派 | 黃燕平 | 185   | 10.95 | 不適用‬ |
| 多数票 | 多数票 | 多数票 | 1,319 | 78.09 | ▲23.85 |

| 政党   | 政党                   | 候选人 | 票数  | %     | ±      |
| ------ | ---------------------- | ------ | ----- | ----- | ------ |
|        | 一二三民主聯盟/ 國民黨 | 吳惠祖 | 1,601 | 77.12 | 新選區 |
|        | 自由黨                 | 譚志堅 | 475   | 22.88 | 新選區 |
| 多数票 | 多数票                 | 多数票 | 1,126 | 54.24 | 新選區 |

| 政党   | 政党           | 候选人 | 票数  | %     | ±      |
| ------ | -------------- | ------ | ----- | ----- | ------ |
|        | 港同盟/ 國民黨 | 吳惠祖 | 1,515 | 62.94 | 不適用 |
|        | 自民聯         | 李慨俠 | 892   | 37.06 | 不適用 |
| 多数票 | 多数票         | 多数票 | 623   | 25.88 | 不適用 |

| 政党   | 政党         | 候选人 | 票数  | %     | ±      |
| ------ | ------------ | ------ | ----- | ----- | ------ |
|        | 匯點/ 國民黨 | 吳惠祖 | 2,132 | 43.94 | 不適用 |
|        | 新界社團聯會 | 梁健文 | 1,580 | 32.56 | 不適用 |
|        | 匯點         | 馮宗基 | 1,140 | 23.50 | 不適用 |
| 多数票 | 多数票       | 多数票 | 440   | 9.07  | 不適用 |

| 政党   | 政党       | 候选人 | 票数  | %     | ±      |
| ------ | ---------- | ------ | ----- | ----- | ------ |
|        | 獨立       | 嚴天生 | 4,167 | 37.95 | 不適用 |
|        | 中國國民黨 | 吳惠祖 | 3,684 | 33.55 | 不適用 |
|        | 無黨派     | 李乃溪 | 1,309 | 11.92 | 不適用 |
|        | 無黨派     | 張志泉 | 1,194 | 10.87 | 不適用 |
|        | 中國國民黨 | 謝義方 | 333   | 3.03  | 不適用 |
|        | 無黨派     | 鄭鴻森 | 294   | 2.68  | 不適用 |
| 多数票 | 多数票     | 多数票 | 2,375 | 21.63 | 不適用 |

| 政党   | 政党   | 候选人 | 票数  | %     | ±      |
| ------ | ------ | ------ | ----- | ----- | ------ |
|        | 無黨派 | 曹紹偉 | 1,189 | 31.89 | 新選區 |
|        | 無黨派 | 劉南安 | 1,161 | 31.14 | 新選區 |
|        | 無黨派 | 麥秉漢 | 793   | 21.27 | 新選區 |
|        | 無黨派 | 潘展鴻 | 585   | 15.69 | 新選區 |
| 多数票 | 多数票 | 多数票 | 368   | 9.87  | 新選區 |

## 資料來源與註釋
1. ↑   (PDF).   [2020-02-25]. （原始内容存档 (PDF)于2018-01-24）.
2. ↑   (PDF).   [2019-12-20]. （原始内容 (PDF)存档于2020-08-20）.
3. ↑   (PDF). 香港特區政府憲報.   [2015-09-25]. （原始内容存档 (PDF)于2015-11-22）.
4. ↑  雷競璇、沈國祥 (编).  (PDF). 香港: 香港中文大學香港亞太研究所. 1995年: 10  [2021-09-29]. ISBN 962-441-519-6. （原始内容 (PDF)存档于2021-06-18）.
5. ↑  雷競璇、沈國祥 (编).  (PDF). 香港: 香港中文大學香港亞太研究所. 1995年: 48  [2021-09-29]. ISBN 962-441-519-6. （原始内容 (PDF)存档于2021-06-18）.
6. ↑  雷競璇、沈國祥 (编).  (PDF). 香港: 香港中文大學香港亞太研究所. 1995年: 97  [2021-09-29]. ISBN 962-441-519-6. （原始内容 (PDF)存档于2021-06-18）.
7. ↑  雷競璇、沈國祥 (编).  (PDF). 香港: 香港中文大學香港亞太研究所. 1995年: 96  [2021-09-29]. ISBN 962-441-519-6. （原始内容 (PDF)存档于2021-06-18）.
8. ↑  雷競璇、沈國祥 (编).  (PDF). 香港: 香港中文大學香港亞太研究所. 1995年: 145  [2021-09-29]. ISBN 962-441-519-6. （原始内容 (PDF)存档于2021-06-18）.
9. ↑  雷競璇、沈國祥 (编).  (PDF). 香港: 香港中文大學香港亞太研究所. 1995年: 147  [2021-09-29]. ISBN 962-441-519-6. （原始内容 (PDF)存档于2021-06-18）.
10. ↑  雷競璇、沈國祥 (编). . 香港: 香港中文大學香港亞太研究所.

## 外部連結
- 香港選舉資料匯編：1982年-1994年，雷競璇 沈國祥編 1995年出版 ISBN 962-441-519-6 （页面存档备份，存于）